# Korzeniówka (Podlachie)
Korzeniówka est un village de Pologne, situé dans la gmina de Dziadkowice, dans le powiat de Siemiatycze, dans la voïvodie de Podlachie à l'est de la Pologne.
Selon le recenssement de la commune de 1921, ont habité dans le village 138 personnes, dont 135 étaient catholiques, 1 orthodoxes, et 2 judaïques. Parallèlement, 136 habitants ont déclaré avoir la nationalité polonaise, 2 la nationalité juive. Dans le village, il y avait 26 bâtiments habitables.